# أزوفسكي (كريم)
أزوفسكي (Азовське) هي بلدة من النمط المدني في كريم في أوكرانيا.